# Elisa Torrini
Elisa Torrini (Roma, 10 aprile 1989) è una modella italiana, incoronata Miss Universo Italia 2011 il 30 giugno presso il Piazzale del Soccorso a Forio d'Ischia. Alta un metro e ottanta, è stata scelta fra le quaranta partecipanti al concorso ed è stata incoronata nuova Miss Universo Italia dalla detentrice del titolo uscente, Jessica Cecchini.
Vincendo il titolo, Elisa Torrini si è guadagnata il diritto di rappresentare la propria nazione al prestigioso concorso di bellezza internazionale Miss Universo 2011, che si è tenuto a São Paulo, in Brasile, il 12 settembre 2011.